# Ágama (buddhizmus)
Az ágamák (szanszkrit és páli: „szent művek” vagy „scripture”) a korai buddhista szövegek gyűjteményei. A korai buddhista iskolák Szutta-pitakáiban öt ágama található. Mindegyik iskolának saját szerkesztése létezik. A théraváda hagyományban lévő páli kánonban az ágamákat nikájáknak nevezik.
A számos iskola ágamáit kínai és tibeti fordítások őrzik, illetve szanszkrit nyelvű fordítások is léteznek.

## Története
A hagyományok szerint már Gautama Buddha halála után három héttel, az első buddhista zsinat óta elkezdték összegyűjteni Buddha tanításait. Kezdetben a szerzetesek memóriájára bízták és szájhagyomány útján terjedt, majd fokozatosan ezeket leírták és magyarázószövegekkel egészítették kis az egyre gyarapodó kánont. A korai iskolák közül legalább a Szarvásztiváda, a Kásjapíja, a Mahászánghika és a Dharmaguptaka iskoláknak saját ágamái voltak, amelyek ha minimálisan is, de különböztek egymástól. Az ágamákat kortárs tudósok összehasonlították a páli kánon nikájáival, hogy megállapítsák, hogy a szövegek milyen mértékben illeszkednek be a korai buddhista irányzatokba.

## Buddhológia
Egyes théravada iskola értelmezése szerint egy időben egyszerre nem létezhet két buddha, a mahájána hagyományban viszont akár több is. A mahájána hagyományhoz tartozó [[Mahá-pradzsnyá-páramitá-szútra
Ez a lap egy ellenőrzött változata|Mahá-pradzsnyá-páramitá-sásztra]], nem tartalmaz olyan részt, amelyben a Buddha azt mondta volna, hogy ne lehetne egyszerre több buddha is. Guang Hszing kínai buddhista tudós állítása szerint az ágamák kínai fordításai tartalmazzák az egy időben több buddha létezésének koncepcióját. A Dírgha-ágama, a Szamjukta-ágama és az Ekottara-ágama is többször említést tesz erre. Guang Hszing úgy gondolja, hogy ezek is rámutatnak a korai buddhista iskolák tanai közötti különbségekre. Bhikkhu Análajo ezzel szemben nem talált a kínai fordítású ágamákban sok utalást több buddha lehetséges létezésére csupán az Ekottarika-ágama egyik bekezdése (Ekottarika-ágama 37.2).

## Ágamák
Négy teljes ágama létezik és egy, amelynek csupán töredékei maradtak fenn (a Ksudrak-ágama). Mind a négy gyűjtemény megtalálható kínai fordításban (ágama: 阿含經), illetve léteznek ágama töredékek szanszkrit és tibeti nyelvű fordításai is.
Az öt ágama:
- Dírgha-ágama:  ("Hosszú beszédek", Csáng Aháncsing 長阿含經 Taisó 1) - megfelel a théraváda iskola Dígha-nikája szövegének.
- Madhjama-ágama: a Madhjama-ágama (kínai: 中阿含經, pinjin: Zhōng Āhánjīng "Középhosszú beszédek")[10]- megfelel a théraváda iskola Maddzshima-nikája szövegének.
- Szamjukta-ágama: The Samjukta-ágama ("Kapcsolódó beszédek", Zá Ahánjīng 雜阿含經 Taisó 2.99)[10] - megfelel a théraváda iskola Szamjutta-nikája szövegének.
- Ekottara-ágama: ("Sorjázott beszédek", Zēngyī Ahánjīng, 增壹阿含經 Taisó 125)[10] - megfelel a théraváda iskola Anguttara-nikája szövegének.
- Ksudraka-ágama vagy Ksudraka-pitaka: a Ksudraka-ágama ("Kis gyűjtemény") - megfelel a théraváda iskola Khuddaka-nikája szövegének.

### További anyagok
Ezen felül hatalmas mennyiségű ágama stílusú szöveg létezik a fő gyűjteményeken kívül. Ezek több forráshoz tartoznak:
1. Részleges ágama-gyűjtemények és független szútrák a kínai kánonon belül.
2. Szútrák kis csoportja és független szútrák a tibeti kánonon belül.
3. Szútrák rekonstruált kéziratai szanszkrit, gandhárai és egyéb ősi indiai nyelven.
4. Bekezdések és idézetek olyan ágama szútrákból, amelyek a mahájána szútrákban, Abhidharma szövegekben, későbbi magyarázószövegekben, stb. kerültek megőrzésre.
5. Feliratok különálló mondatai - például az Asóka oszlopaiba vésett rendeletek Lumbiniben.